# 가그라

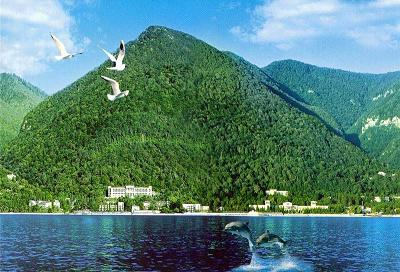
가그라

가그라(압하스어: Гагра 가그라, 러시아어: Гагра 가그라[*])는 압하스 공화국에 위치한 도시이다. 아열대성 기후인 가그라는 제정 러시아와 소련의 유명한 휴양지였다. 1989년의 인구는 26,636명이었으나, 소련 붕괴 이후 1992년 압하지아 전쟁을 비롯한 민족 분규로 압하지아에 거주하던 조지아인들이 퇴거하면서 크게 줄었다.